# Proctacanthella cacopiloga
Proctacanthella cacopiloga är en tvåvingeart som först beskrevs av James Stewart Hine 1909.  Proctacanthella cacopiloga ingår i släktet Proctacanthella och familjen rovflugor. Inga underarter finns listade i Catalogue of Life.